# Euphorbia multiramosa
Euphorbia multiramosa är en törelväxtart som beskrevs av Gert Cornelius Nel. Euphorbia multiramosa ingår i släktet törlar, och familjen törelväxter. Inga underarter finns listade i Catalogue of Life.